# Periclimenes pholeter
Periclimenes pholeter är en kräftdjursart som beskrevs av Lipke Bijdeley Holthuis 1973. Periclimenes pholeter ingår i släktet Periclimenes och familjen Palaemonidae. Inga underarter finns listade i Catalogue of Life.